# Al Khalifa
Al Khalifa (arabe : آل خليفة) est le nom de la famille régnante de Bahreïn. Son premier représentant, Ahmed ibn Muhammad ibn Khalifa s'empara du trône en 1783 en chassant les Persans et en devint le premier ḥākim (en) (حاكم, c'est-à-dire : souverain ; juge ; gouverneur).
Issu de la plus grande confédération tribale de la péninsule arabique, les Anizah, et lié également au Bani Utbah, la famille Al Khalifa qui est de confession sunnite, migra au XVIIIe siècle de la région de Nejd (centre de l'actuel Arabie saoudite) vers le Koweït, puis le Qatar (en 1766) où ils s'installèrent sur la côte ouest de la péninsule à Zubarah. C'est grâce à l'aide fournie par les tribus qataries que les Al Khalifa s'emparèrent de Bahreïn. 
L’actuel chef de la dynastie est Hamad II, émir (1999) puis roi (2002).
En 2010, outre le souverain (qui est aussi Commandant Suprême des Forces Armées et Président du Conseil suprême de la magistrature), plus de la moitié des membres du gouvernement, ainsi que des personnalités de haut rang, sont également issus de la famille Al Khalifa.
Parmi ceux-ci :
- Premier ministre : Khalifa ben Salman al-Khalifa (oncle du roi Hamad)
- Ministre des Affaires étrangères : Khalid ibn Ahmad al-Khalifah
- Ministre de la Défense : Khalifa bin Ahmed al-Khalifa
- Ministre de l'Intérieur : Rashid bin Abdullah al-Khalifa
- Ministre de l'Information : Fawaz bin Mohammed al-Khalifa
- Ministre des Finances : Ahmed bin Mohammed al-Khalifa
- Ministre de la Justice et des Affaires islamiques : Khalid bin Ali al-Khalifa
- Ministre de la Culture : Mai bint Mohammed al-Khalifa
- Ministre des Transports (également vice-Premier ministre) : Ali Ben Khalifa al-Khalifa
- Ministre de la Cour Royale : Khalid bin Ahmed al-Khalifa
- Ministre de la Cour royale pour les affaires Followup : Ahmed ben Ateyatalla al-Khalifa
- Ministre de la Royal Court Affaires : Ali bin Isa al-Khalifa
- Vice-Premier Ministre de comités ministériels : Muhammad ibn Moubarak ibn Hamad al-Khalifa
- Vice-Premier Ministre : Khalid bin Abdullah al-Khalifa
- Ministre d'État aux Affaires de la Défense : Mohammed ben Abdallah al-Khalifa
- Commandant suprême adjoint des forces armées : Salman bin Hamad bin Isa al-Khalifa (prince héritier)
- Chef d'état-major de la Force de défense de Bahreïn : Duaij bin Salman al-Khalifa
- Conseiller du Premier Ministre pour les Affaires de Sécurité : Bin Abdulaziz al-Khalifa Ateyatallah
- Juge en chef de Bahreïn (président de la Cour de cassation) : Khalifa bin Rashid al-Khalifa
- Commandant de la Garde nationale : Mohammed bin Isa al-Khalifa (frère du roi Hamad)
- Directeur de la National Security Agency : Khalifa bin Abdullah al-Khalifa
- Ambassadeur à Londres : Khalifa bin Ali bin Rashid al-Khalifa
- Commandant de la Garde Royale et Président du Conseil suprême de la Jeunesse et des Sports : Cheikh Nasser bin Hamad al-Khalifa (fils du roi Hamad)
- Premier Vice-Président du Conseil suprême de la Jeunesse et des Sports : Khalid bin Hamad al-Khalifa (fils du roi Hamad)
- Secrétaire général du Conseil suprême de la Jeunesse et des Sports : Salman bin Ebrahim al-Khalifa
- Président du Comité olympique bahreïnien : Cheikh Nasser bin Hamad al-Khalifa (fils du roi Hamad)
- Secrétaire général du Comité olympique bahreïnien : Ahmed bin Hamad al-Khalifa (fils du roi Hamad)
- chief executive officer du Comité olympique bahreïnien : Khalid bin Abdullah al-Khalifa
- Président de l'équitation d'endurance Bahreïn Royal et la Fédération : Khalid bin Hamad al-Khalifa (fils du roi Hamad)